# Đại học quốc lập Khoa học và Công nghệ Đài Loan
Đại học quốc lập Khoa học và Công nghệ Đài Loan (tiếng Trung: 國立臺灣科技大學; Hán-Việt: Quốc lập Đài Loan Khoa Kỹ Đại học; Bạch thoại tự: Kok-li̍p Tâi-oân Kho-ki Tāi-ha̍k; tiếng Anh: National Taiwan University of Science and Technology, viết tắt là NTUST hoặc Taiwan Tech (tiếng Trung: 臺科大; Hán-Việt: Đài Khoa Đại; Bạch thoại tự: Tâi-kho-tāi), là một viện đại học nghiên cứu công lập ở Đài Bắc, Đài Loan. Taiwan Tech được thành lập vào năm 1974 với tên gọi ban đầu là Học viện quốc lập Kỹ thuật Công nghiệp Đài Loan (tiếng Trung: 國立臺灣工業技術學院; Bạch thoại tự: Kok-li̍p Tâi-oân Kang-gia̍p Ki-su̍t Ha̍k-īⁿ), có tư cách là cơ sở giáo dục đại học đầu tiên và hàng đầu về loại hình này trong hệ thống giáo dục công nghiệp của Đài Loan.
Taiwan Tech cùng với Đại học quốc lập Đài Loan và Đại học quốc lập Sư phạm Đài Loan tạo thành một liên minh học thuật có tên là Hệ thống Đại học Quốc gia Đài Loan. Ngoài ra, Taiwan Tech thu hút số lượng học viên bậc thạc sĩ và tiến sĩ quốc tế cao nhất Đài Loan.
Năm 2023, Taiwan Tech tuyển sinh 5.593 sinh viên đại học và 6.079 học viên sau đại học. Các khoa và chương trình sau đại học của trường được chia thành trường thành viên, gồm: Trường Kỹ thuật, Trường Kỹ thuật Điện và Khoa học Máy tính, Trường Quản trị, Trường Thiết kế, Trường Khoa học xã hội và Nhân văn, Trường Nghiên cứu Quyền sở hữu trí tuệ và Trường Đại học Danh dự.
Taiwan Tech có năm cơ sở. Khu vực Công Quán là nơi đóng cơ sở chính của trường, có diện tích khuôn viên vào khoảng 10 hécta (25 mẫu Anh), thuộc quận Đại An, phía nam của thành phố Đài Bắc.

## Thư viện ảnh

Quang cảnh Taiwan Tech
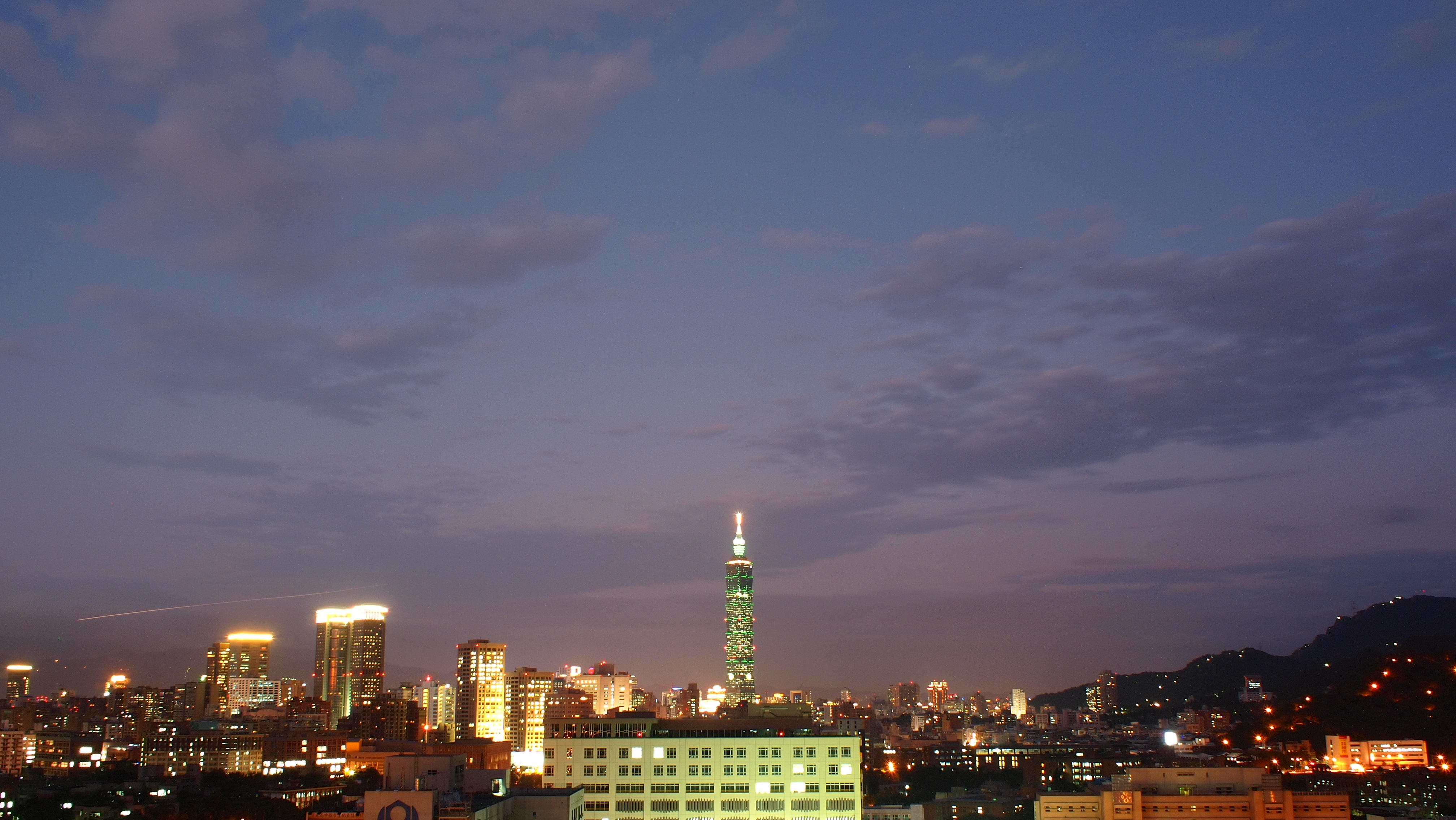
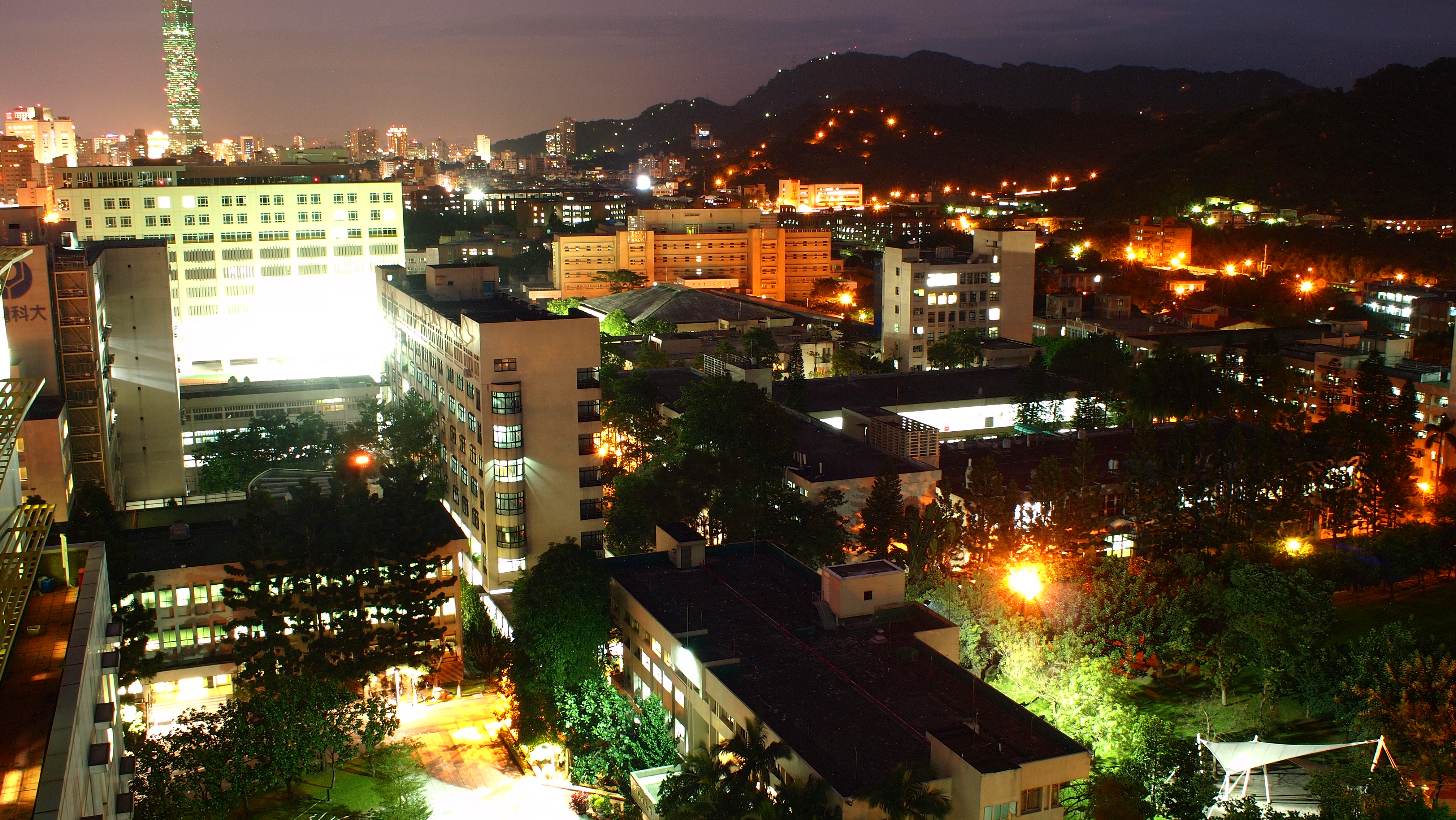
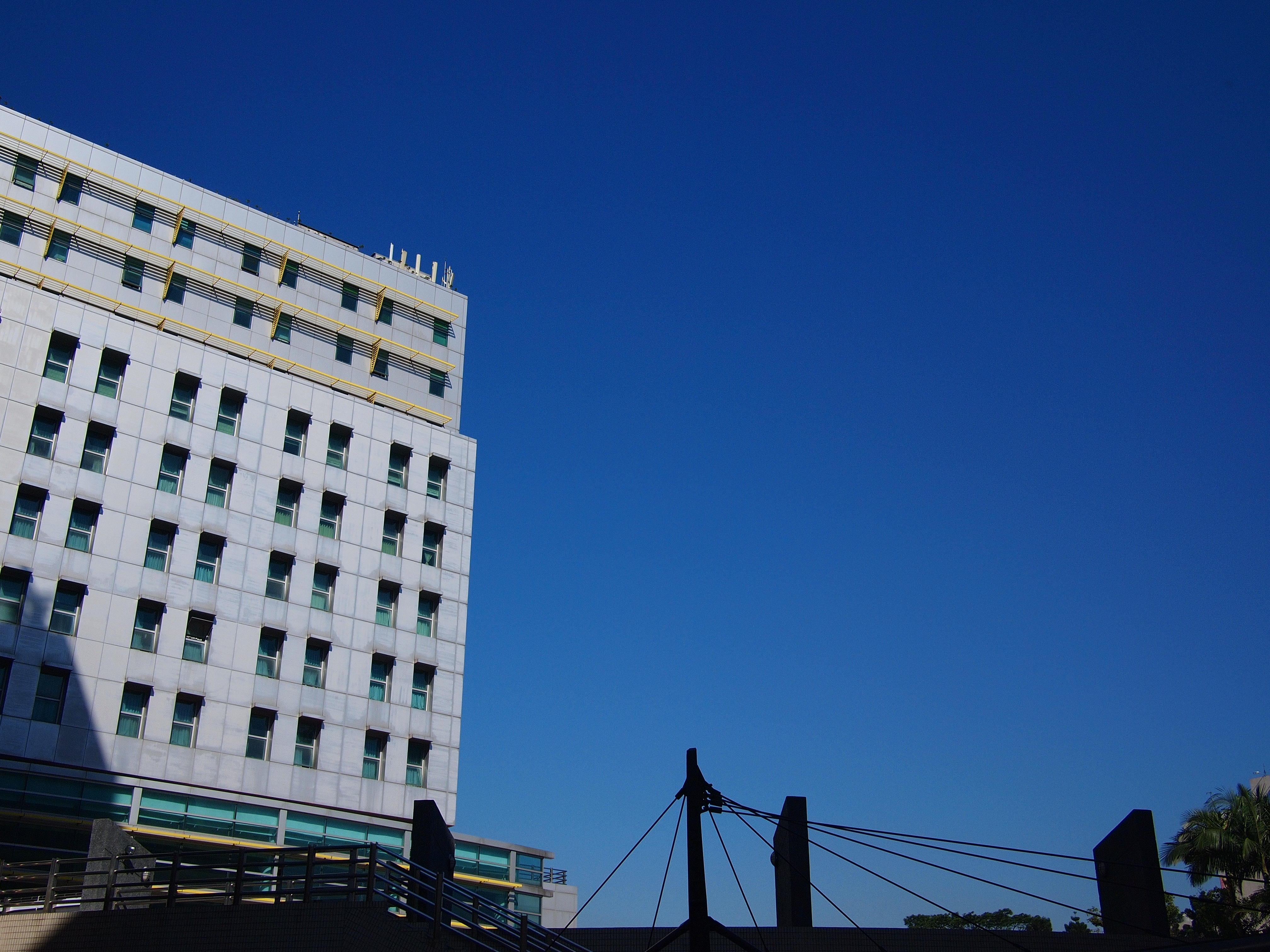
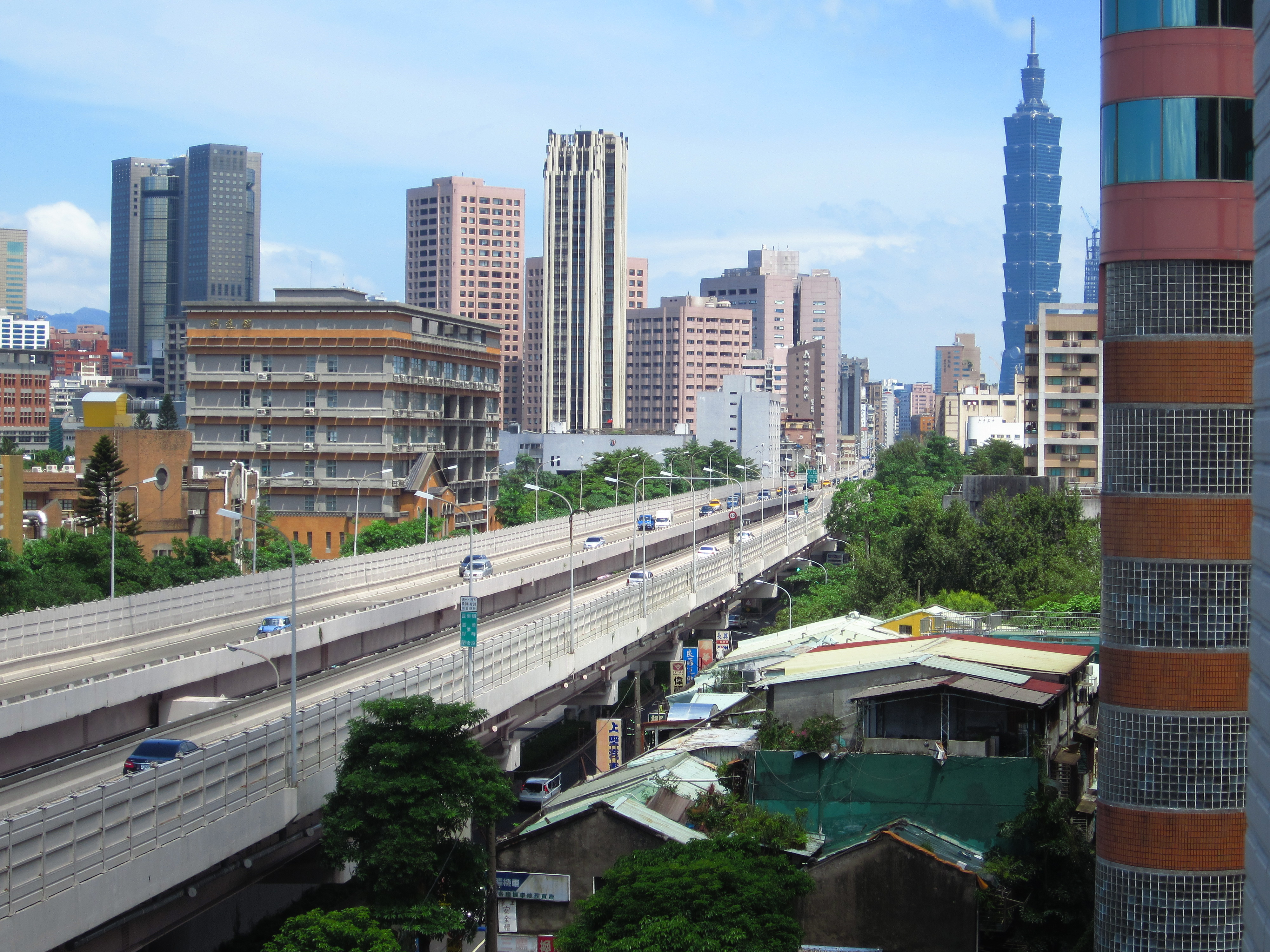